# Ернст Вільгельм Боле
Ернст Вільгельм Боле (нім. Ernst Wilhelm Bohle; 28 липня 1903, Бредфорд, Велика Британія — 9 листопада 1960, Дюссельдорф, ФРН) — партійний і державний діяч Третього Рейху, гауляйтер, керівник Зарубіжної організації НСДАП, статс-секретар Імперського міністерства закордонних справ Німеччини, обергрупенфюрер СС (21 червня 1943 року).

## Життєпис
Син університетського професора. Освіту здобув в англійській гімназії, Кельнському і Берлінському університетах. У грудні 1923 роки закінчив Вищу торговельну школу в Берліні. 14 листопада 1925 року одружився з Гертрудою Бахман. У 1924—1930 роках служив у різних експортно-імпортних фірмах у Рейнській області і в Гамбурзі. З 1930 по червень 1933 року працював в автомобільній фірмі в Гамбурзі. З листопада 1931 року — один з найближчих співробітників Грегора Штрассера в Зарубіжному відділі НСДАП, референт по Південній і Південно-Західній Африці, а потім і по Північній Америці. 1 березня 1932 року вступив у НСДАП (партквиток № 999 185). З 1932 року — гауінспектор Зарубіжної організації НСДАП.
8 травня 1933 року був призначений керівником Зарубіжної організації НСДАП в ранзі гауляйтера. АТ була особливою структурною одиницею НСДАП, прирівняної за своїми правами і обов'язками до гау нацистської партії. Зарубіжна організація займалася вихованням в дусі націонал-соціалізму німців, які перебували за межами Німеччини, і була відповідальна за підрозділи НСДАП за кордоном, а Боле був єдиним гауляйтером нацистської партії, який мав цей ранг без підпорядкування йому певної території. 1 серпня 1933 року заснував «Товариство німецьких жінок за кордоном». 13 вересня 1933 року вступив у СС (квиток № 276 915) і отримав чин бригадефюрера СС. 3 жовтня 1933 року в Штабі заступника фюрера зайняв пост уповноваженого із закордонних організацій НСДАП. З 12 листопада 1933 року — депутат Рейхстагу.
З 30 січня 1937 по 14 листопада 1941 року Боле був керівником АТ в системі німецького МЗС, статс-секретар Імперського міністерства закордонних справ Німеччини. На цій посаді здійснював керівництво більш ніж 3 тисячами членами НСДАП за кордоном, брав участь в організації «п'ятих колон» в різних країнах. Також значився в складі Особистого штабу рейхсфюрера СС, у складі якого значилося чимало високопоставлених партійних функціонерів і чиновників, які мали вищі звання в СС. 21 червня 1943 року Боле отримав у системі СС звання обергруппенфюрера СС.
У травні 1945 року заарештований союзниками. Був притягнутий до суду 11-го Американського військового трибуналу у «Справі Вильгельмштрассе» і 11 квітня 1949 року засуджений до 5 років тюремного ув'язнення. 21 грудня 1949 року амністований. У наступні роки працював у торговельній фірмі в Гамбурзі.

## Звання
- Бригадефюрер СС (13 вересня 1936 року)
- Групенфюрер СС (20 квітня 1937 року)
- Обергрупенфюрер СС (21 червня 1943 року)

## Нагороди
- Цивільний знак СС (№ 6906)
- Почесний кут старих бійців
- Йольський свічник (16 грудня 1935 року)
- Німецька імперська відзнака за фізичну підготовку в бронзі
- Німецький Олімпійський знак 1-го класу
- Почесна шпага рейхсфюрера СС (1 грудня 1936 року)
- Великий офіцер Національного ордена Кондора Анд із зіркою (Болівія) (29 грудня 1936 року)
- Золотий партійний знак НСДАП (30 січня 1937 року)
- Східноєвропейська і Південноєвропейська медаль
- Зотота плакета Німецького закордонного інституту (14 серпня 1937 року)
- Кавалер Великого хреста Імперського ордена Ярма і Стріли (Іспанія)
- Кільце «Мертва голова» (1 грудня 1937 року)
- Медаль «У пам'ять 13 березня 1938 року»
- Медаль «У пам'ять 1 жовтня 1938» із застібкою «Празький град»
- Золотий почесний знак Гітлер'югенду з дубовим листям
- Медаль «За вислугу років у НСДАП» в бронзі (10 років) (30 січня 1941 року)
- Хрест Воєнних заслуг
  - 2-го класу
  - 1-го класу (30 січня 1942 року)
- Великий офіцер ордена Корони Італії
- Орден Заслуг (Угорщина) 1-го класу
- На честь Боле був названий форпостенбот V 5911 (колишній V 6101) — «Гауляйтер Боле».